# Jackson County, Michigan
Jackson County är ett administrativt område i delstaten Michigan, USA, med 160 248 invånare. Den administrativa huvudorten (county seat) är Jackson. 
Countyt har fått sitt namn efter general Andrew Jackson som var USA:s sjunde president 1829-1837 som hade besegrat britterna i slaget vid New Orleans den 8 januari 1815.

## Geografi
Enligt United States Census Bureau så har countyt en total area på 1 875 km². 1 831 km² av den arean är land och 44 km² är vatten.   

### Angränsande countyn
- Livingston County - nordost
- Ingham County - nord
- Eaton County - nordväst
- Washtenaw County - öst
- Calhoun County - väst
- Lenawee County - sydost
- Hillsdale County - sydväst